# Roland Santini
Roland «Saba» Santini (* 21. April 1947 in Aarau; heimatberechtigt in Buchs AG) ist ein ehemaliger Schweizer Feld- und Hallenhandballspieler.

## Privat
Santini wuchs in Buchs AG auf. Als er ca. zehnjährig war, kaufte sich sein Vater in Buchs ein, damit sie diesen Heimatort bekamen. Dabei zahlte er mehr als einen Monatslohn. Er arbeitet als selbstständiger Architekt. Bis 2011 war er Genossenschaftsrats-Präsident der Migros Aare. Mit seiner Frau hat er drei Söhne. Yves spielte ebenso Handball und Roland war sein Trainer beim TV Seon.

## Eishockey
Als Kind spielte er beim EHC Aarau Eishockey. Da die Familie nicht vermögend war, zahlte Herr Meyer von den Lagerhäuser Aarau die gesamte Ausrüstung.

## Handball
Er war bekannt für seine Schlenzer; er nutzte diese aufgrund seiner geringen Körpergrösse. Neben dem Handball spielte er Eishockey und betrieb wie viele seiner Kollegen Zehnkampf.

### Junioren
Sein Turnlehrer war der damalige Nationalmannschaftstrainer Gottlieb Pauli. Dieser bemerkte sein Handballerischeskönnen und schickte Santini ca. 13-jährig zum HV Rotweiss Buchs. Dort spielte er ca. ein halbes Jahr und wechselte danach zum BTV Aarau, da er zu gut war für die Buchsener.

### Club
Sein erstes Spiel (Cup Viertelfinale) für das Fanionteam des BTV Aaraus spielte er am 12. April 1964 gegen den TSV St. Otmar St. Gallen im Stadion Lerchenfeld in St. Gallen. Die BTVler gewannen das Spiel 11 zu 9 (7:5), Santini steuerte 5 Tore dazu. Die Saison 1964 war seine erste Meisterschaftssaison. 1966 wurde er mit dem BTV Vizemeister auf dem Grossfeld. Im Juli/August 1970 wechselte er zum ATV Basel-Stadt, dies weil der Hallennationalmanschaftsrtainer ihm sagte, dass er in einem Club spielen müsse welcher in der Halle in der Nationalliga A spielte. Auf die letzte Feldhandball-Saison 1971 trat er dem TV Suhr (TVS) bei. Dieser spielte in der Halle in der NLB und stieg am Ende der Saison 1971/72 in die NLA auf. Um 1981 war er Spielertrainer für den TVS. 1982 stieg er mit dem TV Suhr ab. Zwischen 1982 und 2004 spielte er für den TV Wohlen, HSG Lenzburg und dem HV Rotweiss Buchs.

### Nationalmannschaft
Er spielte für die Hallen- und Feldnati. Mit der Feldnati nahm er an der Feldhandball-Weltmeisterschaft 1966 teil. Sie belegten den 5. Platz von sechs teilnehmenden Nationen.

#### Karriereende in der Nati
Nick Hayek ließ eine Fabrik in Norditalien bauen. Dabei entstanden Probleme mit dem Bauunternehmen. Santini suchte zu gleicher Zeit einen neuen Job und fragte Hayek nach einer Anstellung, dieser Bot ihm den Job an die Baustelle zu leiten. Er zahlte ihm die Wöchentlichen Fahrten für die Handballtrainings- und spiele in die Schweiz. Santini wurde für das Qualifikationsturnier für die Olympischen Spiele 1972 aufgeboten. Zu gleicher Zeit gab es wesentliche Probleme mit dem Bau, daher stellte Hayek, bis an hin sehr grosszügig, ihm ein Ultimatum; entweder spiele er Handball und verliere dabei sein Job oder er löse das Problem. Santini entschied sich das Problem zu lösen und rückte nicht für die Länderspiele ein, dies führte dazu, dass er keine Länderspiel mehr spielte.

## Triva
Er spielte mit Künzli Schuhe in den Clubmannschaften. Später wurde diese Schuhe von Künzli gesponsert. In der Nationalmannschaft musste er mit Adidasschuhen spielen. Sein BTV-Kollege Markus Schmid arbeitete für Bally diese stellten ein Prototyp her, welcher Santini testen sollte. Dieser Schuh ging nie im Produktion.